# 药彦稠
药彦稠（？—934年），字象先，沙陀三部落人，五代后唐明宗时任静难军节度使。
祖药迁，父药通。药彦稠初为骑将，明宗即位，拜澄州刺史。天成三年（928年）四月，义武节度使王都反于定州（今河北定县），次年（929年）药彦稠从王晏球破王都于定州，迁任侍卫步军都虞侯，领寿州节度使。长兴元年（930年），枢密使安重诲矫诏唆使河中指挥使杨彦温将节度使李从珂驱逐回洛阳。明宗有所怀疑，但在安重诲坚请下，派遣西京留守索自通、侍卫步军指挥使药彦稠率兵讨伐。明宗叮嘱药彦稠俘虏杨彦温后不得杀害，将他带回亲自问讯。但药彦稠却奉安重诲之意将彦温斩杀以灭口，明宗大怒，但因当时安重诲专权而不了了之。此后改任静难军节度使，党项阿埋、屈悉保等族入境掳掠，截杀回鹘使者，药彦稠受命与灵武节度使康福会兵击之，阿埋等亡窜山谷。未等明宗绥抚旨意下达，药彦稠领军自牛儿族攻入白鱼谷，尽诛其族，获其大首领连香等人。又领军驱逐盐州（在今陕西定边）诸戎，掳掠男女千余人。
长兴四年（933年），明宗死后，凤翔节度使潞王李从珂起兵反叛，药彦稠被闵帝李从厚任命为招讨副使。次年（934年）三月，朝廷军队兵临风翔城下。在攻城时羽林指挥使杨思权、严卫指挥使尹晖突然反戈，乱军毕集，泾州军张从宾、邠州军康福、河中军安彦威、兴元军张虔钊皆率军逃亡。药彦稠与招讨使王思同、苌从简一起东走长安，被守将刘遂雍拒绝入城后又奔走潼关，途中被潞王兵捕获，被囚禁在华州监狱，不久被杀，后晋高祖石敬瑭称帝后，追赠侍中。
子药继能。

## 延伸阅读
[在维基数据编辑]
 《舊五代史·卷66》，出自薛居正《舊五代史》
 《新五代史·卷27》，出自歐陽修《新五代史》